# Dove Lake (Tasmanien)
Der Dove Lake ist ein Gletschersee im Nordwesten des australischen Bundesstaates Tasmanien.
Er liegt im Nordteil des Cradle-Mountain-Lake-St.-Clair-Nationalparks, nördlich des Cradle Mountain, am Oberlauf des Dove River.
Der Dove Lake ist eine beliebte Touristenattraktion. Gut gepflegte Wanderwege, z. B. der Aufstieg zum Cradle Mountain, umgeben ihn.

## Flora und Fauna
Im Gebiet um den See finden sich Buchengestrüpp (Nothofagus gunii), Büschelgrase, Schnee-Eukalyptus und Zypressen-Schuppenfichten. 
Die dortige Tierwelt besteht aus verschiedenen Wombats, Ameisenigeln, Filandern und Tigerottern.